# Сором'язливий
«Сором'язливий» (англ. Girl Shy) — американська комедійна мелодрама режисера Фреда С. Ньюмейєра та Сема Тейлора 1924 року.

## Сюжет
Гарольд Мідоуз — сором'язливий парубок, який працює кравцем. Він пише посібник для інших соромливих молодих людей в «Секретах любові». Одного разу він зустрічає багату дівчину Мері, і вони закохуються. Але проблема в тому, що вона змушена вийти заміж за іншого чоловіка. Гарольд всіляко намагається запобігти весіллю.

## У ролях
- Гарольд Ллойд — бідний хлопець
- Джобіна Ролстон — багата дівчина
- Річард Деніелс — бідний чоловік
- Карлтон Гріффін — багатий чоловік